# Sede Rai di Potenza
La Sede Rai di Potenza è il centro di produzione radiotelevisiva regionale della Rai in Basilicata.

## Storia
La sede Rai di Potenza venne inaugurata il 25 maggio 1959, in via della Pineta, 16. Successivamente si trasferì in via dell'Edilizia, 2, tutt'oggi in uso.

## Direzione
Il Direttore della Sede è Mauro Trapani, mentre il caporedattore della Redazione è Gennaro Cosentino.

## Televisione

### Programmi
- Buongiorno Regione
- Il Settimanale
- TG Regione
- TGR Meteo (14:20 e 19:55). Il territorio regionale è suddiviso in zone climatiche: Appenino Lucano e Litorale Tirrenico (comprendente Maratea, Bella, Senise e Rotonda), il Subappennino Lucano e Valle dell'Agri (comprendente Potenza, Melfi, Taccone e Roccanova) e il Materano e Litorale Jonico (comprendente Matera, Metaponto, Grassano e Montalbano Jonico).